# Imię Boże
Imię Boże – ogólnoświatowa seria kongresów (dużych spotkań religijnych), zorganizowanych przez Świadków Jehowy, które rozpoczęły się w czerwcu 1971 roku na półkuli północnej, a zakończyły się w lutym 1972 roku na półkuli południowej.

## Kongresy na świecie

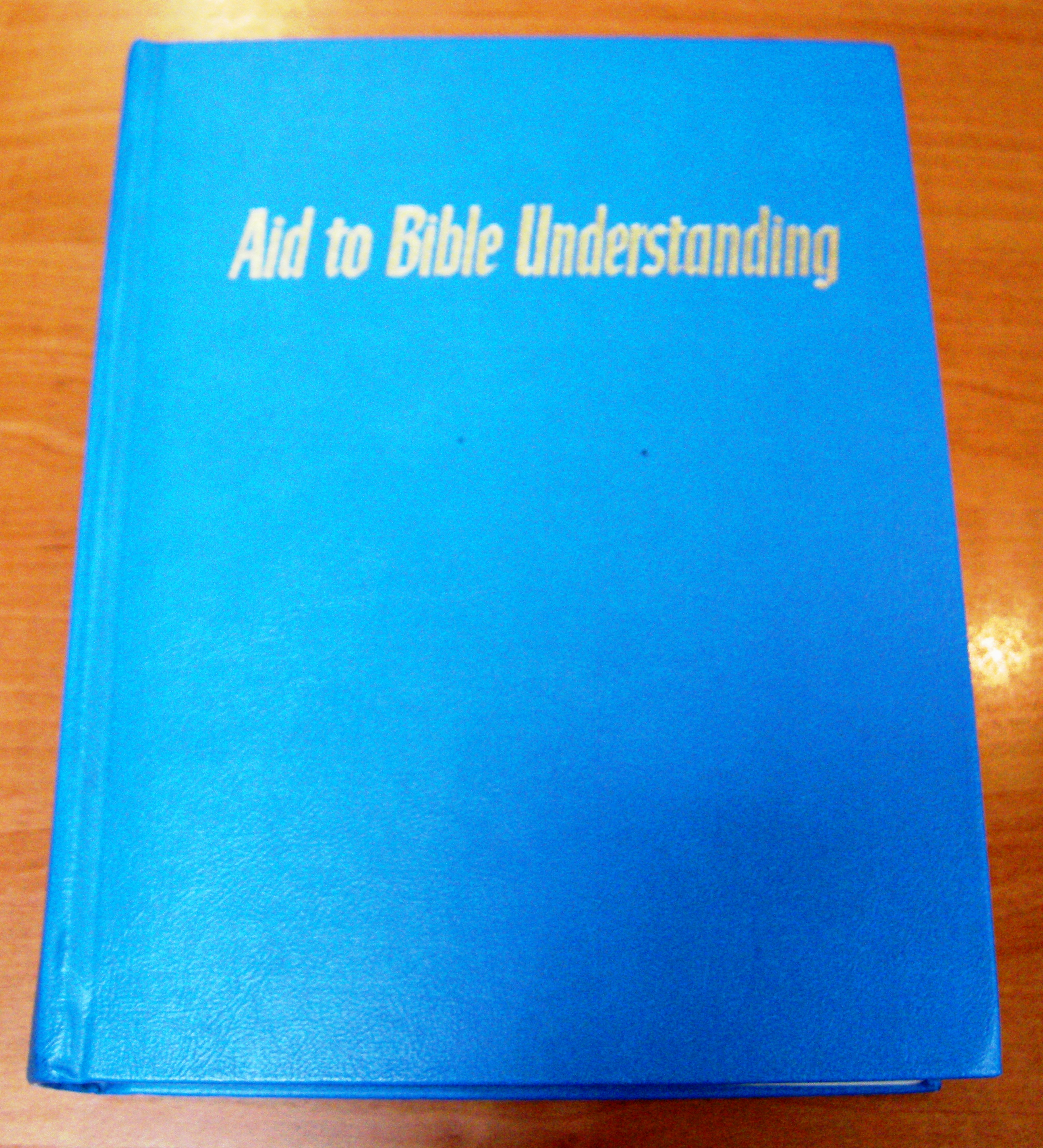
Pomoc do zrozumienia Biblii – wydanie ogłoszono na kongresie w 1971 roku

Pięciodniowe kongresy odbyły się w przeszło 140 krajach.
W Austrii kongres odbył się w dniach od 4 do 8 sierpnia w Grazu. Program przedstawiono w języku niemieckim, oraz w chorwackim i słoweńskim dla delegatów z Jugosławii (Chorwacji i Słowenii). Kongres odbył się również w dniach od 21 do 25 lipca w Innsbrucku i od 11 do 15 sierpnia w Wels.
Na Bahamach zgromadzenie zorganizowano w dniach od 26 do 29 sierpnia w Nassau, w kongresie uczestniczyły delegacje z zagranicy.
Pod koniec roku 1971 w serii 18 kongresów zorganizowanych w Brazylii uczestniczyło 138 343 osób, a 3610 zostało ochrzczonych.
Kongres na wyspie Guam odbył się w dniach od 7 do 11 lipca w Mangilao.
W dniach od 21 do 25 lipca zgromadzenie odbyło się w Dublinie w Irlandii.
Na Jamajce zgromadzenia odbyły się w dniach od 4 do 8 sierpnia w Savanna-la-Mar oraz w Ocho Rios.
W kongresach zorganizowanych w Japonii uczestniczyło 16 508 osób, a 879 zostało ochrzczonych.
W Kanadzie odbyło się 11 zgromadzeń w Calgary (11–15 sierpnia), Halifax (14–18 lipca), London (28 lipca–1 sierpnia), Montrealu (14–18 lipca; również w języku francuskim; 22 692 obecnych), Saskatoon (28 lipca–1 sierpnia), Sudbury (4–8 sierpnia), St. John’s (18–22 sierpnia), Toronto (28 lipca–1 sierpnia; również w języku włoskim), Vancouver (7–11 lipca), Victorii (21–25 lipca) i Winnipeg (14–18 lipca).
W serii 17 zgromadzeń, które odbyły się w okresie od listopada 1971 roku do lutego 1972 roku w Nigerii uczestniczyło prawie 200 tysięcy osób, a 6077 zostało ochrzczonych.
W Republice Federalnej Niemiec kongresy zorganizowano w Berlinie (21–25 lipca), Dortmundzie (dwa zgromadzenia, 28 lipca–1 sierpnia oraz 4–8 sierpnia; również w j. greckim i hiszpańskim), Hanowerze (4–8 sierpnia), Saarbrücken (28 lipca–1 sierpnia), Stuttgarcie (4–8 sierpnia; również w j. angielskim i włoskim) oraz w Monachium.
W kongresie w pakistańskim Lahaur oprócz Świadków Jehowy z Pakistanu uczestniczyli także Świadkowie Jehowy z Afganistanu.
Świadkowie Jehowy w Polsce pomimo obowiązującego od roku 1950 zakazu działalności, latem większymi grupami spotykali się w lasach, na jednodniowych tzw. konwencjach leśnych, na których przedstawiono główne punkty programu kongresu.
W Portoryko kongres w języku angielskim i hiszpańskim odbył się w dniach od 22 do 26 września w San Juan.
W Stanach Zjednoczonych zorganizowano 34 kongresy. W dniach od 30 czerwca do 4 lipca w Cincinnati, Jersey City i Nowym Jorku; w dniach od 7 do 11 lipca we Flint, Greensboro, Jackson, Jersey City (w j. hiszpańskim i francuskim), Lansing, Lincoln, Port Huron i Sioux Falls; od 14 do 18 lipca w Albuquerque, Anchorage, Fort Worth (również w j. hiszpańskim), Los Angeles (62 885 obecnych), Memphis, Milwaukee, Filadelfii, Portland, Pueblo, San Antonio i San Francisco; od 21 do 25 lipca w Chicago (w j. hiszpańskim), Corpus Christi (w j. hiszpańskim), Pomona (w j. hiszpańskim), Shreveport (w j. hiszpańskim) i Wailuku na Hawajach. W dniach od 28 lipca do 1 sierpnia zgromadzenia odbyły się w Atlancie (w j. hiszpańskim), Buffalo, Greenville, Spokane i Tulsa; od 4 do 8 sierpnia kongres miał miejsce w Līhuʻe na Hawajach, a od 18 do 22 sierpnia w Honolulu. W kongresach wzięło udział ogółem 212 217 osób.
W Szwajcarii kongres odbył się w dniach od 21 do 25 lipca w Bernie, a program przedstawiono w języku francuskim, hiszpańskim, niemieckim i włoskim.
W Wielkiej Brytanii odbyły się trzy zgromadzenia. W dniach od 7 do 11 lipca w Sunderland, od 21 do 25 lipca w Manchesterze oraz w dniach od 4 do 8 sierpnia w Londynie. Na londyńskim stadionie Twickenham program przedstawiono również w języku portugalskim. Uczestniczyło w nim około 900 Świadków Jehowy z Portugalii, gdzie ich działalność podlegała zakazowi. Początkowo mieli skorzystać z kongresu w Tuluzie we Francji, lecz po wybuchu epidemii cholery w Hiszpanii przez jej terytorium mogli przejeżdżać tylko ludzie zaszczepieni. Szczepionek nie wystarczyło dla wszystkich Świadków z Portugalii, którzy chcieli być obecni na tym zgromadzeniu. Również władze francuskie zamknęły granicę. Gazeta „Middlesex Chronicle” z 13 sierpnia 1971 roku napisała: „Dzięki ich przyjazdowi Świadkowie po raz pierwszy zorganizowali w tym kraju zgromadzenie dwujęzyczne”.

## Ważne punkty programu
- Dramaty:
  - Co się kryje w twoim sercu?
  - Jehowa błogosławi lojalnym
  - Uczyń zamierzenie Jehowy treścią swego życia
- Wykład publiczny:
  - Gdy dojdzie do konfliktu między wszystkimi narodami a Bogiem
- Rezolucja: Przyjęto specjalną rezolucję: Oświadczenie w sprawie imienia Bożego, w której postanowiono m.in. w dalszym ciągu należy głosić dobrą nowinę o Królestwie, dopóki Bóg Wszechmocny nie spełni swej zapowiedzi, iż „narody będą musiały poznać, że ja jestem Jehowa” (Ez. 39:7, NW) (...) Poznanie tego Imienia ma istotne znaczenie dla całej ludzkości. Dzięki wzywaniu tego Imienia z wiarą i ufnością można uniknąć unicestwienia na zawsze, aby – przeciwnie – radować się bezkresnymi błogosławieństwami, jakie spłyną od Boga w obiecanym przez Niego nowym porządku[14].

Myśl przewodnią całego zgromadzenie zawarto w wykładzie: Czyje imię bardziej poważasz – swoje czy Boże?, w którym zwrócono uwagę na używanie i uświęcanie imienia Bożego – Jehowa.
W przemówienie „Organizacja teokratyczna pośród demokracji i komunizmu”, które przedstawił 2 lipca na Yankee Stadium w Nowym Jorku Frederick W. Franz, wykazał on, że jeżeli w zborach w I wieku była wystarczająca liczba wykwalifikowanych mężczyzn, to miały one więcej niż jednego nadzorcę (Flp 1:1; 1 Tm 4:14). W przemówieniu końcowym wygłoszonym 4 lipca, Nathan H. Knorr poinformował, że od 1 października w zborach zostaną wprowadzone zmiany w sposobie nadzorowania. Odtąd nie miało już być tylko jednego sługi zboru, czyli nadzorcy, ale grono starszych (wprowadzono również funkcję sługi pomocniczego). Zmiany te zdaniem mówcy „przyczynią się do jeszcze lepszego dostosowania życia zborowego do Słowa Bożego i z pewnością przyniosą dalsze błogosławieństwa Jehowy”. Na podstawie tego, wprowadzono też zmiany w funkcjonowaniu Ciała Kierowniczego.
Na kongresie w Nowym Jorku został ochrzczony Anthony Morris, członek Ciała Kierowniczego Świadków Jehowy w latach 2005–2023.

## Kampania informacyjna
W miastach kongresowych, w przedpołudnie zorganizowano kampanię informacyjną, polegającą na zapraszaniu mieszkańców na zgromadzenie.